# Mark Kirchner (Turkologe)
Mark Kirchner (* 2. Februar 1960 in Haiger) ist ein deutscher Turkologe und Islamwissenschaftler.
Von 1980 bis 1989 studierte Kirchner Turkologie, Islamkunde und islamische Philologie an der Universität Mainz, wo er 1989 promoviert wurde. Nach verschiedenen Tätigkeiten als wissenschaftlicher Mitarbeiter, Vertretungsprofessor und Gastdozent in Schweden und China ist er seit 2004 Professor für Turkologie an die Universität Gießen.

## Veröffentlichungen (Auswahl)
- Phonologie des Kasachischen. Untersuchungen anhand von Sprachaufnahmen aus der kasachischen Exilgruppe in Istanbul. 2 Teile. Harrassowitz, Wiesbaden 1992 (Turcologica 10)
- Sprichwörter der Kasachen. Übersetzt und bearbeitet von M. Kirchner. Harrassowitz, Wiesbaden 1993 (Turcologica 15) (Online-Teilansicht)
- Geschichte der türkischen Literatur in Dokumenten. Hintergründe und Materialien zur Türkischen Bibliothek. Herausgegeben von Mark Kirchner. Harrassowitz, Wiesbaden 2008 (Mîzân 15)